# 路周道
路周道（？—？），字遵治，號带河，山東兖州府汶上縣人，明朝政治人物。

## 生平
周道赋性仁孝，苦志吟哦，髫龄即出笔惊人，称名下士。萬曆二十二年（1594年）甲午科山東乡试舉人，二十六年（1598年）戊戌科進士。吏部觀政，筮仕直隶清丰令，冰蘖自持，毫不可干以私。三十年被降职，三十一年補河南按察司捡校，補新蔡知县，三十五年考察，三十七年升國子監助教，三十九年升刑部浙江司主事，四十一年丁憂，四十三年補工部主事，四十七年升虞衡司员外郎，次年升本司郎中。历任刑工两曹，咸称厥职。天啓三年四月升湖广布政司右参政，清軍驿传道，调山西，四年养病。五年叙明慶陵功勞，受到赏赐。崇祯二年（1629年）起复河南参政，本年致仕。属吏素稔公威名，无不悚惕奉法，稜稜风节，盖始终不替云。归居林下，雅意造士，广起书院。

## 家族
曾祖路迎，正德戊辰進士。祖父路楷，嘉靖庚戌进士。父路可行，任高唐州训导。